# Белый ибис
Бе́лый и́бис (лат. Eudocimus albus) — околоводная птица из семейства ибисовых. Распространён в Новом Свете на побережьях Атлантического и Тихого океанов в промежутке между Северной Каролиной и Нижней Калифорнией на севере, и Венесуэлой и северо-западным Перу на юге, а также в долине реки Ориноко (область Льянос-Ориноко) в Венесуэле и Колумбии. Вне сезона размножения иногда откочёвывает вглубь материка на болота и другие влажные ландшафты. Ареал в центральной части Венесуэлы пересекается с красным ибисом. Несмотря на различия в окраске, ряд орнитологов рассматривают их как один и тот же вид.
Это среднего размера птица с белоснежным оперением, длинным загнутым книзу клювом красного цвета и участками красной неоперённой кожи в передней части головы. Единственная отличная от белого деталь оперения — чёрные кончики крыльев, заметные только у летящей птицы. Самцы отличаются от самок более крупными размерами и пропорционально более длинным клювом. Рацион состоит из ракообразных, крабов, мелкой рыбы и насекомых, которых они добывают на дне водоёмов в илистом грунте. Пищу находят с помощью нащупывания длинным клювом.
Образует крупные гнездовые колонии, зачастую смешанные вместе с другими птицами. Гнездо устраивает на ветке дерева или кустарника, очень близко к воде или над ней. По большей части моногамная птица, но многие самцы помимо основной партнёрши стремятся совокупиться с гнездящимися по соседству самками. Широко распространены случаи отъёма пищи у самок и молодых птиц.

## Описание

### Внешний вид
Определяющими признаками взрослого ибиса являются практически полностью белое оперение и ярко-розовая окраска неоперённых участков кожи на голове. Единственная деталь оперения, окрашенная иначе, — чёрные кончики маховых перьев крыла, хорошо заметные только у летящей птицы. Длинные ноги и длинный, загнутый книзу клюв большую часть года окрашены в яркий оранжево-красный цвет.

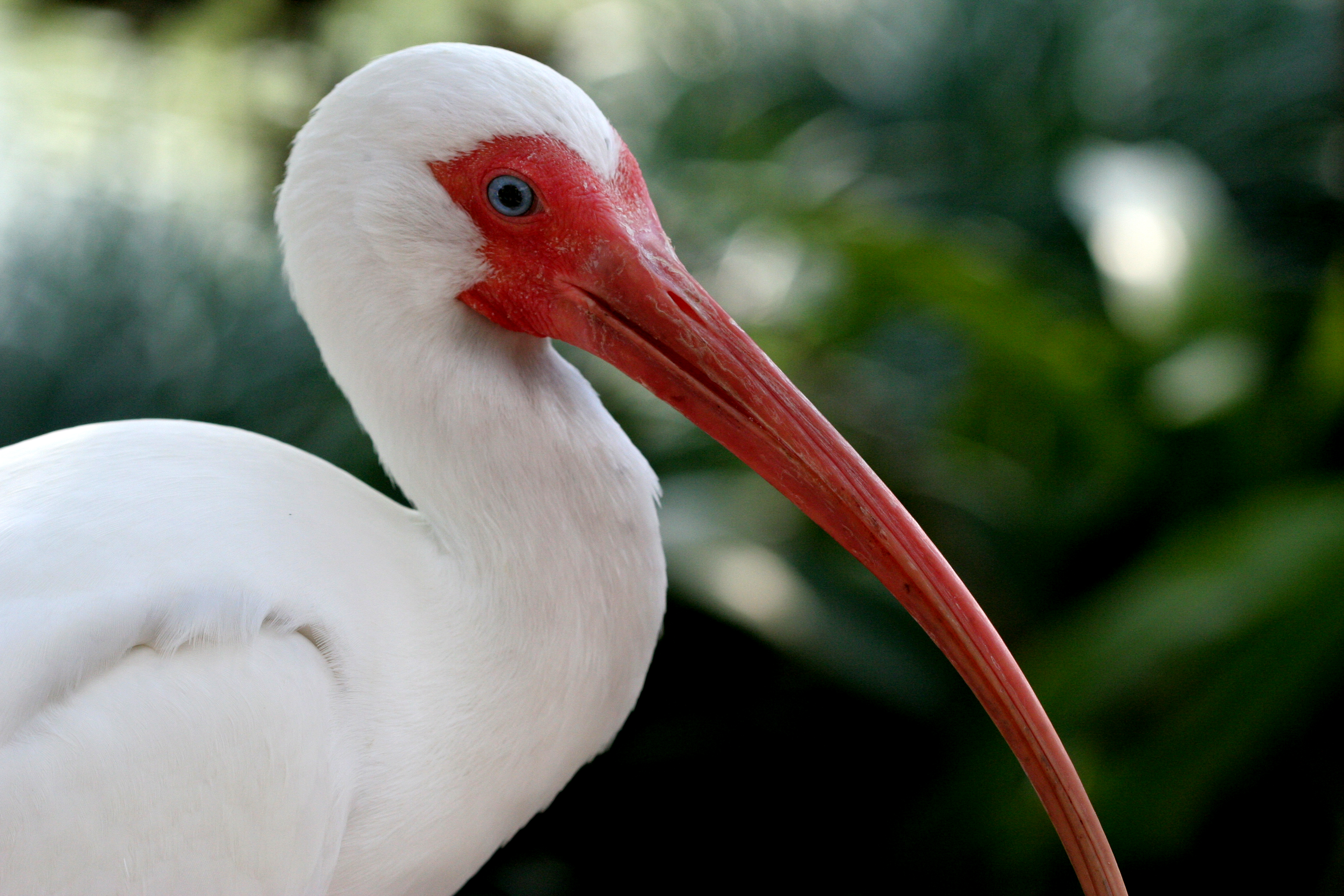

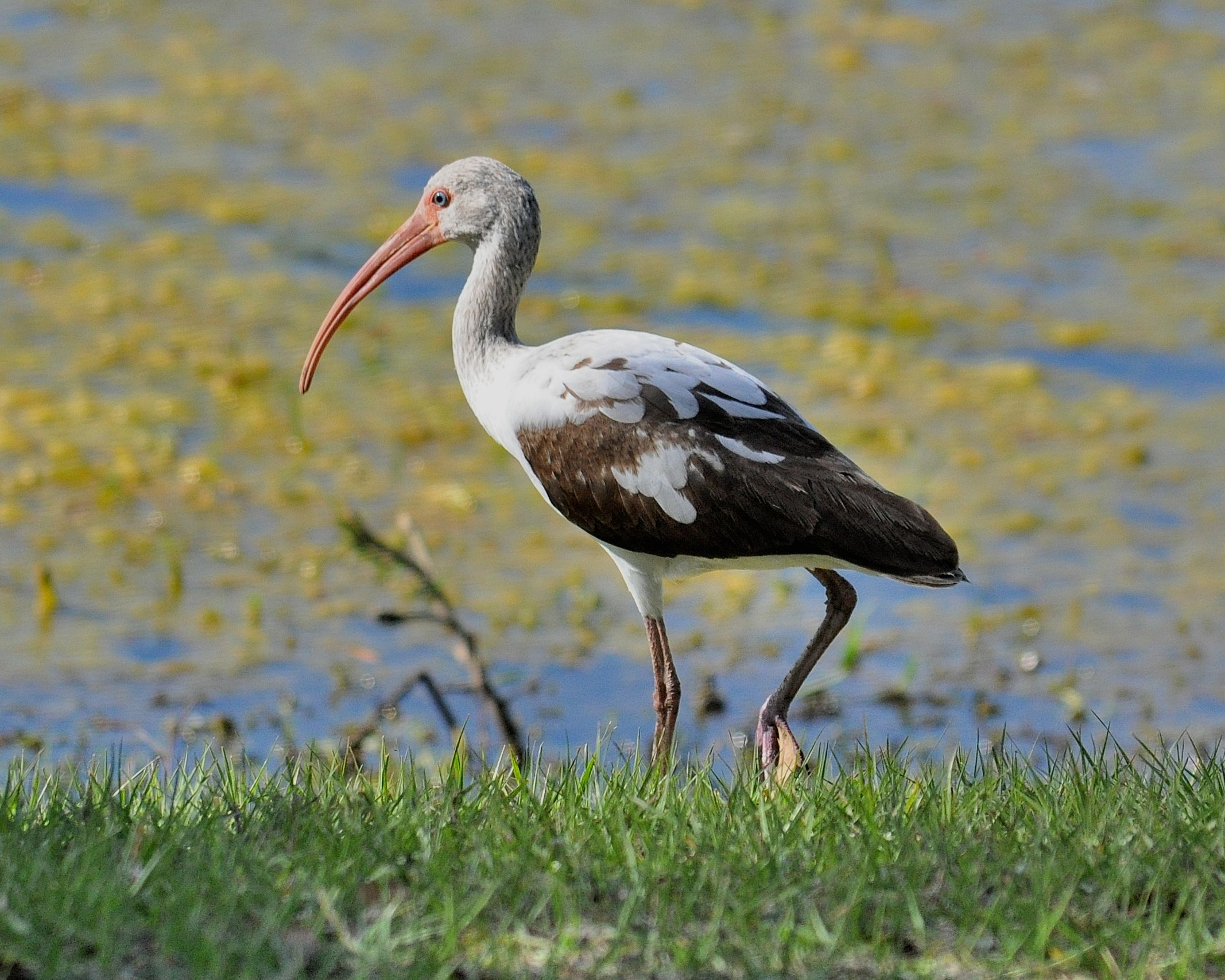
Молодая птица

В начале сезона размножения клюв приобретает насыщенный малиновый окрас, на ногах появляется хорошо заметный пурпурный оттенок. Брачное возбуждение продолжается около 10 дней, после чего яркие детали кожи бледнеют до нежно-розового, кончик клюва становится тёмным. Половой диморфизм взрослых птиц проявляется только в размерах и пропорциях: самцы заметно крупнее, массивнее, имеют более длинный и широкий клюв. Измерения в южной Флориде показывают следующие результаты: длина тела 53—70 см, размах крыльев 90—105 см, масса самцов 873—1261 г, масса самок 593—861 г.
Только появившиеся на свет птенцы частично покрыты пухом — тёмно-бурым, почти чёрным на голове и крыльях, и фиолетовым на других участках тела. На голове может присутствовать белый хохолок. На груди пух не развит, кожа окрашена в бледно-розовый цвет. Радужина коричневая. Клюв короткий и прямой, серебристо-серый с тёмной вершиной, которая через несколько дней жизни светлеет. Юношеский перьевой наряд развивается в промежутке между двумя и шестью неделями. Молодая птица преимущественно буровато-серая, при этом брюхо и испод крыла светлые. В конце первого года жизни на задней части спины начинают появляться белоснежные перья, в конце второго птица почти полностью обретает взрослый вид за исключением отдельных тёмных перьев на голове и шее, которые окончательно выпадают на третьем году жизни.

### Полёт

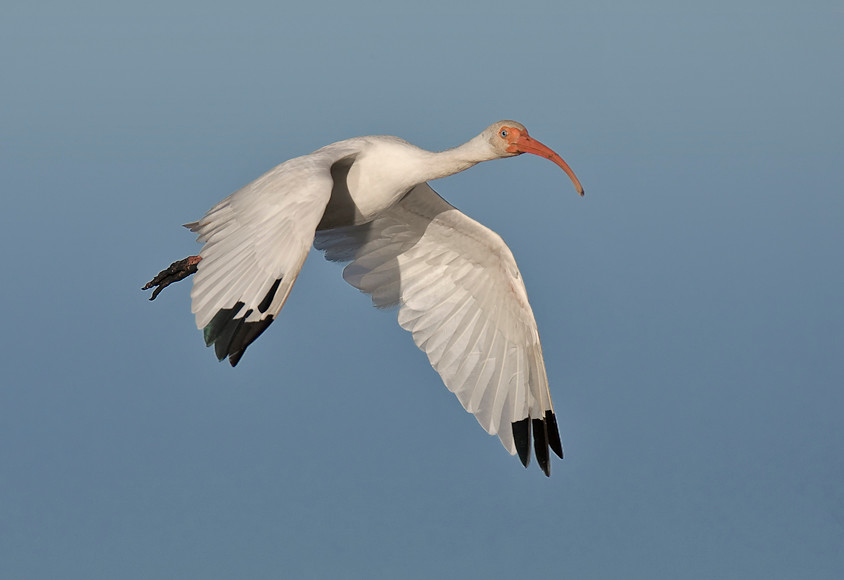
Чёрные кончики крыльев, заметные у летящей птицы

Как и все ибисы, белый в воздухе держит голову и ноги вытянутыми. Группы выстраиваются в нестройную линию либо образуют клин, как журавли. Полёт скользящий либо парящий. Обычно высота полёта варьирует в пределах от 60 до 100 м над поверхностью земли, но при длительных (более 20 км) перелётах может достигать 500—1000 м. Средняя частота взмахов крыльев около 3,3 удара в секунду, скорость может превышать 40 км/час.

### Отличия от схожих видов

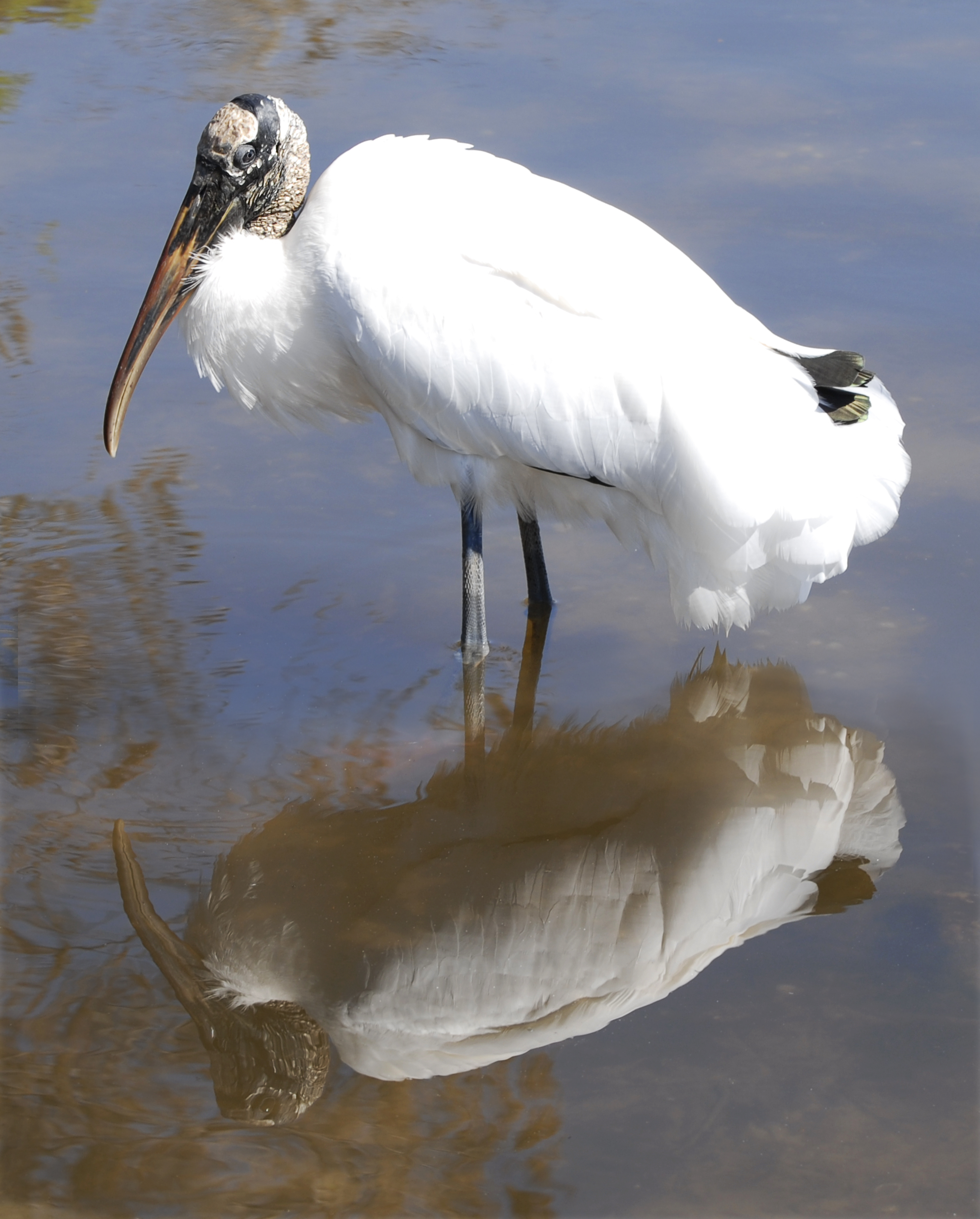
Американский клювач

Взрослую птицу сложно спутать с каким-либо другим видом: чисто-белая окраска хорошо выделяют её среди других ибисов, отсутствие перьев в основании клюва и его характерная форма исключают путаницу с аистами и цаплями. Среди американских видов лишь американский клювач имеет схожее строение тела, однако он значительно крупнее и на его крыльях развиты большие чёрные пятна. Больше проблем возникает с определением молодняка — сеголетки белого ибиса почти не отличимы от сеголеток красного, однако у последнего ноги несколько темнее и участок оголённой кожи у основания клюва занимает большую площадь. У молодой каравайки тело полностью тёмно-коричневое, тогда как у белого ибиса брюхо и подхвостье белые.

## Распространение
Белый ибис гнездится вдоль атлантического и тихоокеанского побережий Северной и Южной Америки, на островах Карибского моря, во внутренних районах Колумбии и Венесуэлы. Наиболее северные поселения известны в Северной Каролине и Нижней Калифорнии, наиболее южные — в северо-западной Венесуэле, Эквадоре и северо-западном Перу. На Больших Антильских островах гнездится на Кубе и Гаити, иногда на Ямайке.

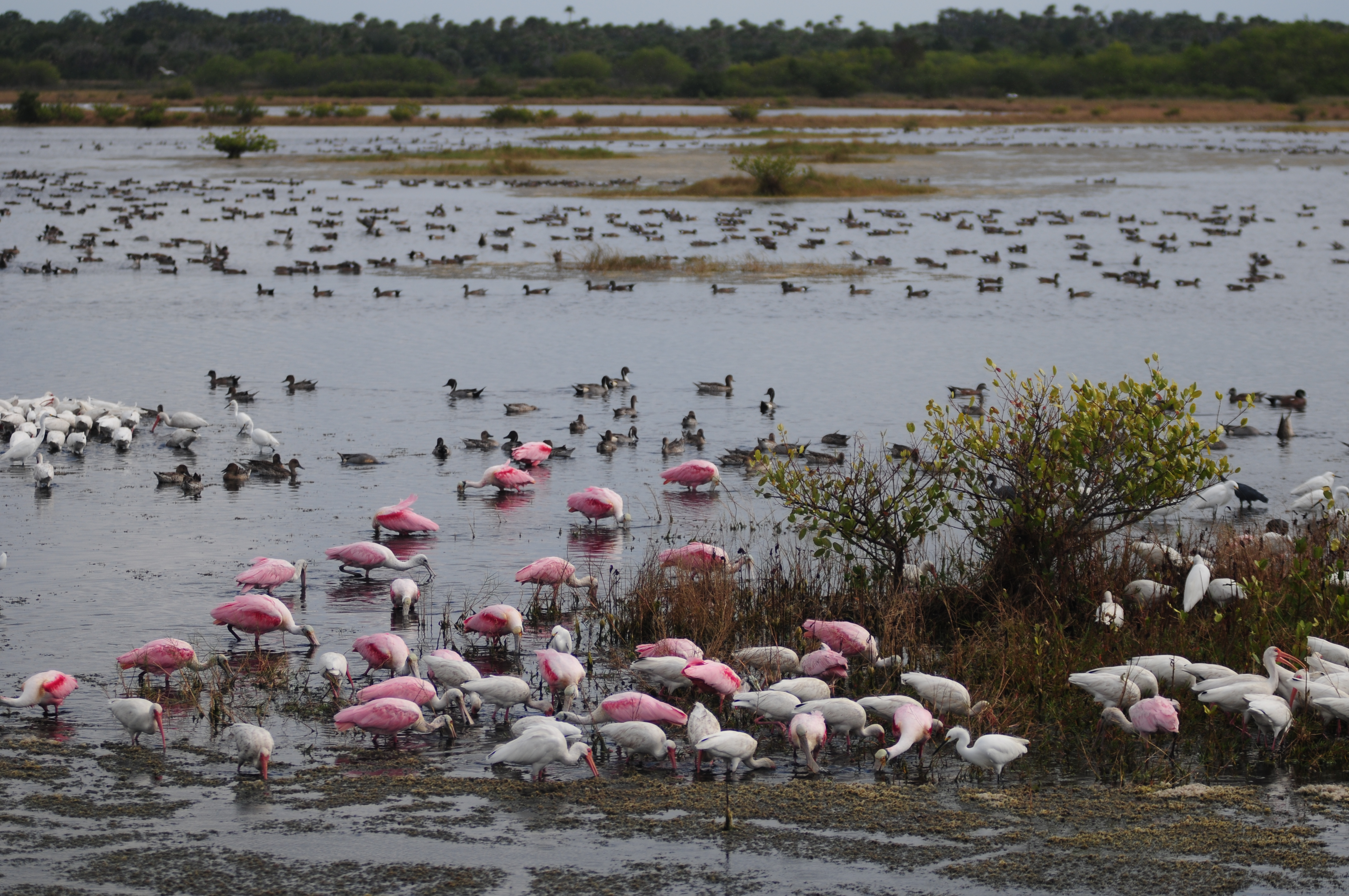
Белые ибисы, розовые колпицы, цапли и другие птицы в заказнике Merritt Island National Wildlife Refuge во Флориде

Населяет разнообразные мелководные ландшафты, преимущественно в прибрежной полосе моря: берега тихих заливов, дамбы, марши, эстуарии, мангры и другие периодически затопляемые участки суши. В глубине материка кормится на илистых берегах озёр, в галерейных лесах, реже во влажных лугах и на заливных рисовых полях — там, где уровень воды не опускается ниже 20 см. В засушливые или наоборот, дождливые, годы колонии охотно перемещается в новые районы, где глубина воды наиболее комфортная для добывания корма. Область обитания ибиса подвержена сильной флуктуации вследствие уровня влажности как в течение года, так и более длительного промежутка времени. По данным 1997 года, продолжительность существования колонии варьирует от одного года до семнадцати лет.

## Питание
Питается пресноводными раками, крабами, иногда насекомыми и мелкой рыбой. Соотношение типов кормов может существенно меняться — особенно вне сезона размножения, когда места обитания выделяются большим разнообразием. Среди добычи часто называют раков из подсемейства Cambarinae, крабов из родов Uca и Sesarma, креветок Palaemonetes. Известны случаи ловли мелких змей из рода Agkistrodon. В долине реки Ориноко в Венесуэле в рационе преобладают насекомые, особенно жуки и клопы на разных стадиях развития.

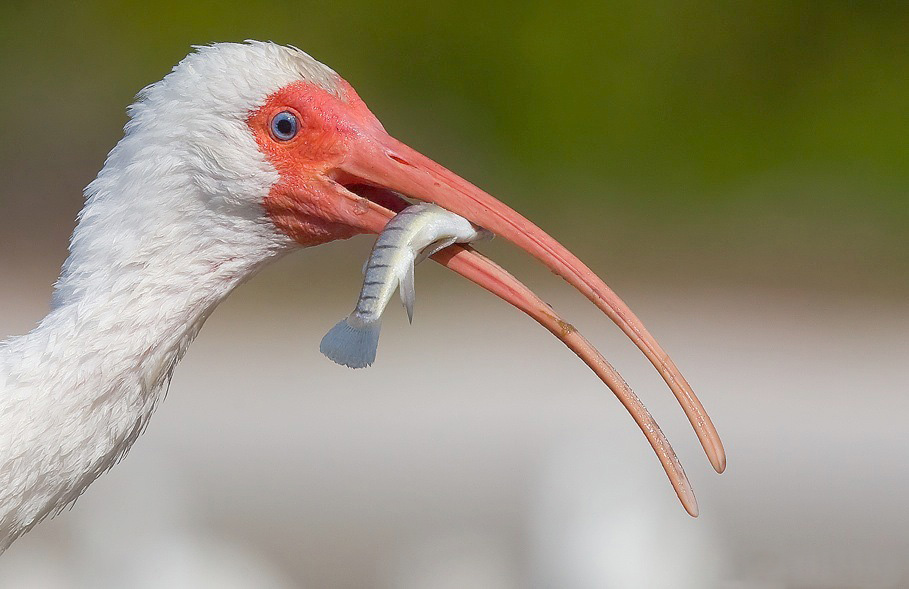
С добычей

Корм чаще всего добывает на мелководье. Чувствительный клюв позволяет определять пищу с помощью осязания, без визуального контакта. Бродящая по воде птица погружает его в илистый грунт, раскрывает на 1—2 см и водит назад-вперёд, пытаясь нащупать жертву. Длина клюва определяет максимальную глубину, на которой способна найти пропитание птица — обычно она не превышает 15—20 см. Временами ибисы кормятся на суше, на этот раз пользуясь зрением для обнаружения добычи. Белые ибисы — общественные птицы, кормятся группами и часто образуют смешанные стаи с каравайкой, красным ибисом, американским клювачом, перепончатопалым улитом и другими околоводными птицами. Несмотря на скученность, межвидовая конкуренция невелика, поскольку каждый из перечисленных видов специализируется на определённых видах корма, пересекающихся незначительно. Например, клювач охотится на более крупную добычу (в основном, рыбу), красный ибис в основном на жуков, а рацион каравайки более чем наполовину состоит из зерновых культур. Перепончатопалый улит обычно держится позади и добывает ракообразных, насекомых и червей, которых потревожили более крупные птицы. Он также промышляет клептопаразитизмом: отъёмом уже пойманной добычи. В межвидовых группах белый ибис выбирает более мелкий корм, поскольку крупный требует предварительной разделки и легко отбирается кормящимися по соседству цаплями.
Летом птицы концентрируются в приморской зоне — на обнажаемых во время отлива участках моря (ваттах, манграх), на кипарисовых болотах и затапливаемых травянистых равнинах (Эверглейдс, Льянос-Ориноко). Осенью, когда с окончанием влажного сезона уровень воды в болотах падает, птицы откочёвывают вглубь материка, на более глубокие водоёмы. Зимой во Флориде их часто можно встретить на прудах, полях для гольфа и других урбанизированных ландшафтах. Зачастую локальные перемещения приводят к передислокации колоний, состоящих из сотен и тысяч птиц.
Благодаря своим размерам самцы не только способны добывать корм на большей глубине, но также зачастую отбирают уже добытый корм у самок и молодняка. Последние в этих отношениях наиболее уязвимы, часто держатся вместе на периферии кормящейся группы. Агрессивное поведение самцов также проявляется в период размножения, когда они нападают на гнездящиеся по соседству пары, заставляя их выплёвывать добытый для птенцов корм. Такое поведение позволяет сильным самцам не удаляться от гнезда для поиска корма и держаться возле партнёрши, которая в противном случае может совокупиться с другим самцом.

## Размножение
Гнездится в смешанных колониях, количество пар в которых может достигать нескольких тысяч. Сроки размножения зависят от кормовых условий, которые подвержены ежегодным колебаниям. Чаще всего кладка яиц на территории США происходит по окончании весенних дождей в марте, апреле или мае, в Венесуэле в разгар сезона дождей между июнем и октябрём. При недостатке корма начало размножения могут сдвинуться на несколько месяцев: например, во Флориде в отдельные годы самки откладывали яйца в конце лета или даже осенью.

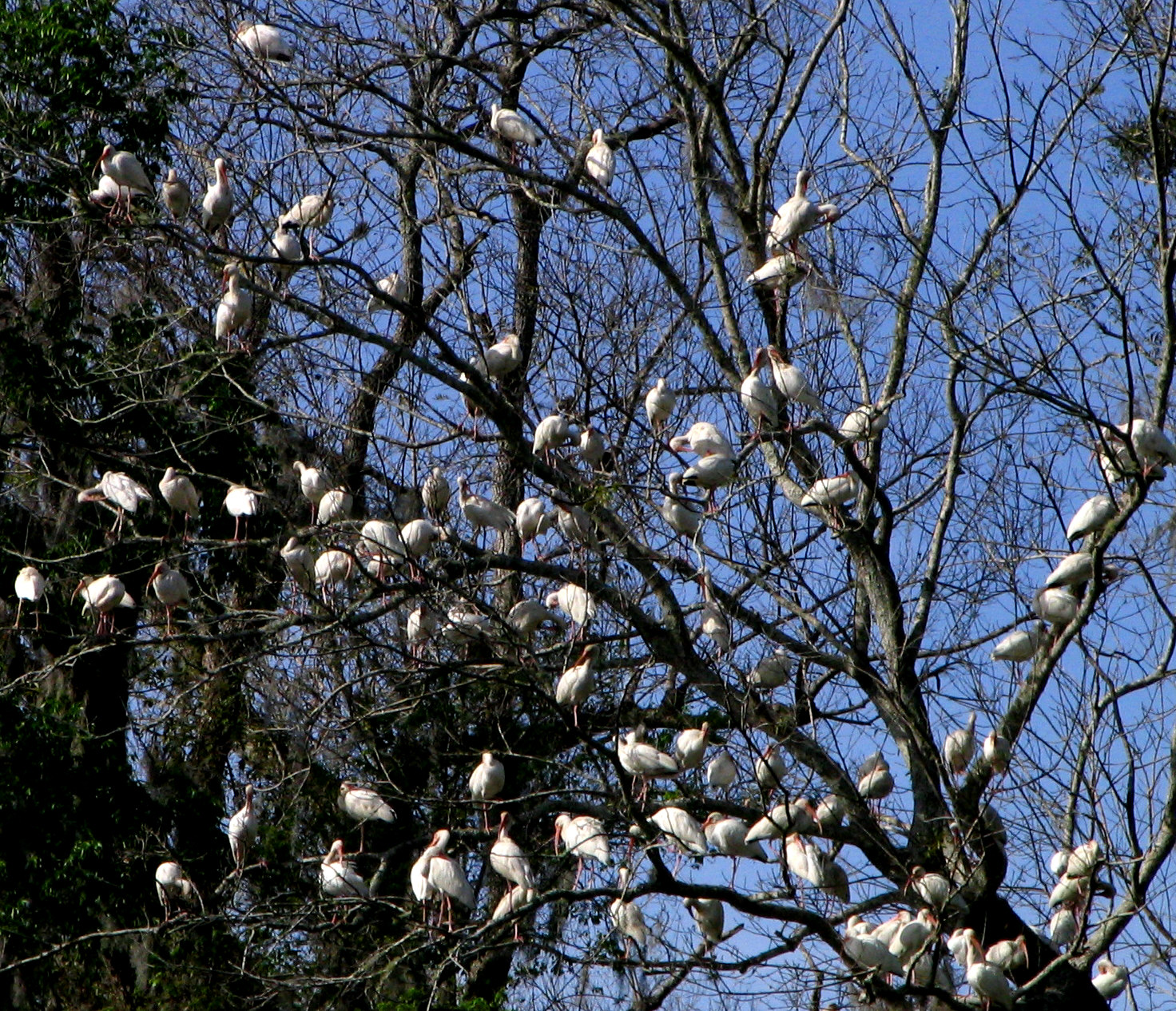
На дереве

В начале сезона размножения (в США в первой декаде марта) у птиц обоего пола кровеносные сосуды расширяются, из-за чего неоперённые участки кожи в основании и верхней половине клюва, а также на ногах становится яркими красновато-малиновыми. В этот период, который продолжается не более 10 дней, можно наблюдать демонстративные полёты особей обоего пола: множество птиц кружится по периметру колонии, делая резкие нырки и взлёты. Место для будущего гнезда выбирает самка, обычно на толстой ветке дерева либо кустарника, обычно над водой или в непосредственной близости от неё. Самка самостоятельно строит гнездо из тонких веточек, которые приносит ей самец. В кладке может быть от одного до пяти яиц, чаще всего два или три. Яйца кремового или голубовато-зелёного фона с буроватыми крапинками возле тупого конца, с матовой скорлупой, размером около 5,8×3,9 см и средним весом 50,8 г. Во время ухаживания и насиживания самец находится возле самки, пытаясь оградить её от хищников и других самцов, при этом сам страдает от голода. Нередки случаи, когда самка совокупляется с другим самцом, пока первый отлучается на поиски корма или по иной причине. С другой стороны, самцы сами ищут возможность совокупиться с более, чем одной самкой: попытки найти экстра-партнёра предпринимают около 45 % самцов, при этом в 15 % случаев эти попытки оказываются успешными. Полигамия ограничивается агрессивным территориальным поведением особей мужского пола.
Успех размножения коррелирует с высотой поверхности воды, которая в свою очередь зависит от выпавшего количества осадков: с понижением уровня концентрация добычи в одном месте, а вместе с ней и продуктивность охоты, возрастает. Ибисы стараются устроить гнездо как можно ближе к воде, чтобы сэкономить время на пропитание, что в общем случае способствует успеху размножения. Вместе с тем, высокий прилив или шторм ежегодно затапливают часть гнёзд и родители бросают насиживание. Склонность ибисов пренебрегать вероятностью затопления в пользу доступности корма является основной причиной гибели кладки.
Период инкубации составляет три недели, обе птицы пары принимают участие в насиживании. Птенцы появляются на свет один за одним с интервалом в один-два дня, и в первые дни даже неспособны держать голову прямо. Один из родителей неотлучно находится в гнезде, обогревая потомство — как правило, самец в светлое время суток, самка в тёмное. Основная кормёжка происходит во время «смены караула» утром и вечером: взрослые птицы хватают птенцов за клюв и отрыгивают частично переваренную пищу в зоб. Недельные птенцы уже самостоятельно выпрашивают корм: хватают родителей за клюв, пищат и хлопают крыльями. В двухнедельном возрасте они покидают гнездо и находятся возле него, в то время как оба родителя большую часть времени заняты добыванием корма. В отличие от первых дней, поднос пищи подросшим птенцам происходит до 9 раз за сутки. Рассеивание выводков происходит на свет примерно через 50 дней после появления на свет. К этому возрасту длина клюва пропорционально соответствует длине клюва взрослых птиц, размер и строение ног ничем не отличается от величины и строения ног родителей.

## Систематика
Первое научное описание белого ибиса появилось в 10-м издании Системы природы Карла Линнея в 1758 году. Автор присвоил птице название Scolopax albus, поставив её в один ряд с длинноклювыми вальдшнепами. Современное биноминальное название закрепилось за птицей в 1832 году после того, как немецкий зоолог Иоганн Ваглер ввёл в номенклатуру новый род Eudocimus. Помимо описываемого вида, в эту группу был включён также красный ибис, морфологически отличный от белого окрасом оперения, размерами, цветом кожи и оттенком кончика клюва в брачный период. Оба вида парапатричны по отношению друг к другу: их ареалы пересекаются незначительно в северной части Южной Америки. Некоторые орнитологи предлагают рассматривать оба таксона в качестве подвидов одного вида, однако малое количество сообщений о гибридных формах говорит в пользу версии, что это всё-таки две разные, хоть и близкородственные птицы. Американское общество орнитологов признаёт оба вида как самостоятельные, однако объединяет их в одну надвидовую группу.
Противоположную точку зрения представила публикация 1987 года: орнитологи Кристина Рамо и Бенджамин Бусто наблюдали за птицами обоих видов в области Льянос-Ориноко на севере Колумбии и Венесуэлы, где их ареалы пересекаются. Учёным удалось задокументировать примеры ухаживания и образования пар между белым и красным ибисами, а также наблюдать особей с промежуточными признаками: бледно-оранжевым оперением либо редкими оранжевыми перьями на белом фоне. Помимо этого исследования, гибридные формы были также зарегистрированы во Флориде, где красные ибисы были интродуцированы внутри колонии белых. По окончании эксперимента отдельные экземпляры с красно-белым оперением наблюдались в течение нескольких поколений.
Специалисты Джеймс Хэнкок (James Hancock) и Джим Кушлан (Jim Kushlan) также придерживаются идеи объединения вида. Они полагают, что две популяции одной и той же птицы были какое-то время разделены географически и объединились вновь на северо-западе Южной Америки. Морфологические отличия вызваны наличием ферментов, которые в свою очередь образовались под влиянием различной диеты. Учёные задаются вопросом, являются ли птицы с белым оперением в Южной Америке представителями таксона albus либо всё же относятся к таксону ruber. Предстоящие исследования должны дать ответ на этот вопрос.